# Świerszczów (gromada 1962–1972)
Świerszczów – dawna gromada, czyli najmniejsza jednostka podziału terytorialnego Polskiej Rzeczypospolitej Ludowej w latach 1954–1972.
Gromady, z gromadzkimi radami narodowymi (GRN) jako organami władzy najniższego stopnia na wsi, funkcjonowały od reformy reorganizującej administrację wiejską przeprowadzonej jesienią 1954 do momentu ich zniesienia z dniem 1 stycznia 1973, tym samym wypierając organizację gminną w latach 1954–1972.
Gromadę Świerszczów z siedzibą GRN w Świerszczowie utworzono 1 stycznia 1962 w powiecie chełmskim w woj. lubelskim. W skład jednostki weszły: kolonia Grabniak, wieś Ostrówek, kolonia Podyski, wsie Sumin i Wólka Nadrybska, wieś i kolonia Garbatówka oraz kolonia Szczupak ze znoszonej gromady Garbatówka oraz kolonie Bieleckie, Gołybów i Zagórze, wieś i kolonia Świerszczów oraz wieś Borysik z gromady Cyców w tymże powiecie.
Gromada przetrwała do końca 1972 roku, czyli do kolejnej reformy gminnej.
Uwaga: Gromada Świerszczów (o innym składzie) istniała w powiecie chełmskim także w latach 1954–59.